# Temporada 1972 del Campeonato Mundial de Resistencia

## Carreras
| 1000 Kilómetros de Buenos Aires 10/01/1972 Autódromo de Buenos Aires | 1000 Kilómetros de Buenos Aires 10/01/1972 Autódromo de Buenos Aires | 1000 Kilómetros de Buenos Aires 10/01/1972 Autódromo de Buenos Aires | 1000 Kilómetros de Buenos Aires 10/01/1972 Autódromo de Buenos Aires | 1000 Kilómetros de Buenos Aires 10/01/1972 Autódromo de Buenos Aires | 1000 Kilómetros de Buenos Aires 10/01/1972 Autódromo de Buenos Aires |
| Pos                                                                  | N°                                                                   | Piloto                                                               | Auto                                                                 | Equipo                                                               | Clase                                                                |
| -------------------------------------------------------------------- | -------------------------------------------------------------------- | -------------------------------------------------------------------- | -------------------------------------------------------------------- | -------------------------------------------------------------------- | -------------------------------------------------------------------- |
| 1°                                                                   | 30                                                                   | Peterson / Schenken                                                  | Ferrari 312 PB                                                       | Spa Ferrari SEFAC                                                    | S3.0                                                                 |
| 2°                                                                   | 32                                                                   | Regazzoni / Redman                                                   | Ferrari 312 PB                                                       | Spa Ferrari SEFAC                                                    | S3.0                                                                 |
| 3°                                                                   | 10                                                                   | Facetti / Alberti / de Adamich                                       | Alfa Romeo T33/3-71                                                  | Giovanni Alberti                                                     | S3.0                                                                 |
| 4°                                                                   | 2                                                                    | Elford / Marko                                                       | Alfa Romeo T33/TT/3                                                  | Autodelta SpA                                                        | S3.0                                                                 |
| 5°                                                                   | 36                                                                   | Hine / Juncadella                                                    | Chevron B19 Ford                                                     | Chevron Racing Team                                                  | S2.0                                                                 |
| 6°                                                                   | 40                                                                   | Fernández / de Bagration                                             | Porsche 908/03                                                       | Escudería Montjuich                                                  | S3.0                                                                 |
| 7°                                                                   | 14                                                                   | Larrousse / Craft / Wisell                                           | Lola T280 Ford                                                       | Ecurie Bonnier                                                       | S3.0                                                                 |
| 8°                                                                   | 34                                                                   | Bosch / Bridges                                                      | Chevron B19 Ford                                                     | Chevron Racing Team                                                  | S2.0                                                                 |
| 9°                                                                   | 8                                                                    | Vaccarella / Pairetti                                                | Alfa Romeo T33/3-71                                                  | Autodelta SpA                                                        | S3.0                                                                 |
| 10°                                                                  | 28                                                                   | Ickx / Andretti                                                      | Ferrari 312 PB                                                       | Spa Ferrari SEFAC                                                    | S3.0                                                                 |
| 11°                                                                  | 26                                                                   | Ternengo / Francisci                                                 | Abarth 2000SP/71                                                     | Abarth-Osella                                                        | S2.0                                                                 |
| 12°                                                                  | 38                                                                   | Tondelli / Pascualini                                                | Chevron B19 Ford                                                     | Eris Tondelli                                                        | S2.0                                                                 |
| 13°                                                                  | 16                                                                   | Moretti / Ruesch                                                     | Lola T212 Ford                                                       | Ecurie Bonnier                                                       | S2.0                                                                 |
| 14°                                                                  | 18                                                                   | Gradassi / Bertolini                                                 | Lola T212 Ford                                                       | Ecurie Bonnier                                                       | S2.0                                                                 |
| 15°                                                                  | 42                                                                   | Dumoing / Lafosse                                                    | Lola T212 Ford                                                       | Ecurie Esmerelda                                                     | S2.0                                                                 |
| 16°                                                                  | 12                                                                   | Wisell / Larrousse                                                   | Lola T280 Ford                                                       | Ecurie Bonnier                                                       | S3.0                                                                 |
| 17°                                                                  | 6                                                                    | Hezemans / Stommelen                                                 | Alfa Romeo T33/TT/3                                                  | Autodelta SpA                                                        | S3.0                                                                 |
| 18°                                                                  | 4                                                                    | de Adamich / Galli                                                   | Alfa Romeo T33/TT/3                                                  | Autodelta SpA                                                        | S3.0                                                                 |
| 19°                                                                  | 24                                                                   | Quester / Soler-Roig                                                 | Abarth 2000SP/71                                                     | Abarth-Osella                                                        | S2.0                                                                 |
| 20°                                                                  | 22                                                                   | Merzario / Dini                                                      | Abarth 2000SP/71                                                     | Abarth-Osella                                                        | S2.0                                                                 |
| 21°                                                                  | 20                                                                   | Cupeiro / de Fierlant                                                | Lola T212 Ford                                                       | Ecurie Bonnier                                                       | S2.0                                                                 |
| 22°                                                                  | 46                                                                   | Fittipaldi / Catapani                                                | Lola T212 Ford                                                       | Equipe Bino                                                          | S2.0                                                                 |
| 23°                                                                  | 44                                                                   | Pace / Monguzzi                                                      | AMS 1300 Ford                                                        | Motor Racing Grand Prix Org.                                         | S2.0                                                                 |
| 6 Horas de Daytona 06/02/1972 Daytona International Speedway         |                                                                      |                                                                      |                                                                      |                                                                      |                                                                      |
| Pos                                                                  | N°                                                                   | Piloto                                                               | Auto                                                                 | Equipo                                                               | Clase                                                                |
| 1°                                                                   | 2                                                                    | Andretti / Ickx                                                      | Ferrari 312 PB                                                       | Ferrari Automobili                                                   | S3.0                                                                 |
| 2°                                                                   | 6                                                                    | Schenken / Peterson                                                  | Ferrari 312 PB                                                       | Ferrari Automobili                                                   | S3.0                                                                 |
| 3°                                                                   | 5                                                                    | Elford / Marko                                                       | Alfa Romeo T33/TT/3                                                  | Autodelta, S.P.A.                                                    | S3.0                                                                 |
| 4°                                                                   | 4                                                                    | Regazzoni / Redman                                                   | Ferrari 312 PB                                                       | Ferrari Automobili                                                   | S3.0                                                                 |
| 5°                                                                   | 9                                                                    | Galli / de Adamich                                                   | Alfa Romeo T33/3-71                                                  | Autodelta, S.P.A.                                                    | S3.0                                                                 |
| 6°                                                                   | 56                                                                   | Waugh / Kleinpeter                                                   | Lola T212 Ford                                                       | Promotional Advertising Corp.                                        | S2.0                                                                 |
| 7°                                                                   | 59                                                                   | Haywood / Gregg                                                      | Porsche 911 S                                                        | Brumos Porsche Audi Corp.                                            | GT2.5                                                                |
| 8°                                                                   | 57                                                                   | Johnson / Heinz                                                      | Chevrolet Corvette                                                   | Dave Heinz Racing                                                    | GT+2.5                                                               |
| 9°                                                                   | 55                                                                   | McCaig / McCaig                                                      | Lola T212 Ford                                                       | Roger McCaig Racing                                                  | S2.0                                                                 |
| 10°                                                                  | 61                                                                   | Locke / Bailey                                                       | Porsche 911 S                                                        | James Locke                                                          | GT2.5                                                                |
| 11°                                                                  | 94                                                                   | Mitchell / Christiansen                                              | Chevrolet Camaro                                                     | Bolus & Snopes, Ltd.                                                 | T5.0                                                                 |
| 12°                                                                  | 47                                                                   | Gimondo / Dietrich                                                   | Chevrolet Camaro                                                     | Takondo Racing                                                       | T5.0                                                                 |
| 13°                                                                  | 81                                                                   | Muniz / Novoa                                                        | Porsche 914/6                                                        | Daniel Muniz                                                         | GT2.5                                                                |
| 14°                                                                  | 41                                                                   | Kirill / Norburn                                                     | Porsche 911 S                                                        | Kirill Racing/Brundick Motor Co. Ltd.                                | GT2.5                                                                |
| 15°                                                                  | 18                                                                   | Reynolds / Baker                                                     | Ferrari 365 GTB/4                                                    | Ring Free Oil Racing Team c/o Baker Motor Co.                        | GT+2.5                                                               |
| 16°                                                                  | 17                                                                   | Tremblay / Ellis-Brown                                               | Chevrolet Camaro                                                     | C. C. Canada, Inc.                                                   | T5.0                                                                 |
| 17°                                                                  | 89                                                                   | Gafford / Smith / Fraser                                             | Chevrolet Camaro                                                     | Smith-Kemp AutoRacing Team                                           | T5.0                                                                 |
| 18°                                                                  | 42                                                                   | Sereix / Noseda                                                      | Chevrolet Camaro                                                     | Jose Garcia b/d/ a Garcia Racing                                     | T5.0                                                                 |
| 19°                                                                  | 52                                                                   | Chitwood / Chitwood                                                  | Chevrolet Camaro                                                     | Chitwood Chevrolet, Inc.                                             | T5.0                                                                 |
| 20°                                                                  | 72                                                                   | McDonald / Everett                                                   | Porsche 914/6                                                        | Lee McDonald, Algar Porsche Audi                                     | GT2.5                                                                |
| 21°                                                                  | 99                                                                   | Whitaker / Currin                                                    | Chevrolet Corvette                                                   | Phil Currin                                                          | GT+2.5                                                               |
| 22°                                                                  | 54                                                                   | Goellnicht / Pryor                                                   | Abarth 2000 SP                                                       | Automobile International Inc.                                        | S2.0                                                                 |
| 23°                                                                  | 60                                                                   | Fordyce / Small                                                      | Chevrolet Camaro                                                     | Robert Fordyce                                                       | T5.0                                                                 |
| 24°                                                                  | 12                                                                   | Wisell / Bonnier                                                     | Lola T280 Ford                                                       | Ecurie Bonnier                                                       | S3.0                                                                 |
| 25°                                                                  | 32                                                                   | Merzario / Soler-Roig                                                | Abarth 2000 SP/71                                                    | Abarth-Osella                                                        | S2.0                                                                 |
| 26°                                                                  | 48                                                                   | Adamowicz / Greenwood                                                | Chevrolet Corvette                                                   | John Greenwood Racing                                                | GT+2.5                                                               |
| 27°                                                                  | 50                                                                   | Yenko / Cordts                                                       | Chevrolet Corvette                                                   | John Greenwood Racing                                                | GT+2.5                                                               |
| 28°                                                                  | 82                                                                   | Dean / Brown                                                         | Porsche 908/02                                                       | A. G. Dean                                                           | S3.0                                                                 |
| 29°                                                                  | 22                                                                   | Posey / Bucknum / Chinetti, Jr.                                      | Ferrari 365 GTB/4                                                    | North American Racing Team                                           | GT+2.5                                                               |
| 30°                                                                  | 7                                                                    | Revson / Stommelen                                                   | Alfa Romeo T33/TT/3                                                  | Autodelta, S.P.A.                                                    | S3.0                                                                 |
| 31°                                                                  | 62                                                                   | de Bagration / Fernández                                             | Porsche 908/03                                                       | Escudería Montjuich                                                  | S3.0                                                                 |
| 32°                                                                  | 24                                                                   | Buffum / Fitzpatrick                                                 | Ford Escort RS 1600                                                  | Libra International Racing                                           | T2.5                                                                 |
| 33°                                                                  | 43                                                                   | Garcia / Garcia                                                      | Chevrolet Camaro                                                     | Garcia Racing                                                        | T5.0                                                                 |
| 34°                                                                  | 51                                                                   | Spirgel / Mollin                                                     | Chevrolet Corvette Sting Ray                                         | Warren Shiber                                                        | GT+2.5                                                               |
| 35°                                                                  | 8                                                                    | Fitzgerald / Nehl                                                    | Chevrolet Camaro                                                     | Automotive Engineering Enterprises                                   | T5.0                                                                 |
| 36°                                                                  | 58                                                                   | Rebaque / Rojas                                                      | Porsche 914/6                                                        | Brumos Porsche Audi Corp.                                            | GT2.5                                                                |
| 37°                                                                  | 27                                                                   | Schuck / Weiss                                                       | Porsche 911 S                                                        | Dr. Richard Weiss                                                    | GT2.5                                                                |
| 38°                                                                  | 53                                                                   | Oleyar / Luebbe                                                      | Chevrolet Corvette                                                   | Michael Oleyar                                                       | GT+2.5                                                               |
| 39°                                                                  | 70                                                                   | Harrington / Bock                                                    | Chevrolet Camaro                                                     | Gene Harrington                                                      | T5.0                                                                 |
| 40°                                                                  | 66                                                                   | Belperche / Rollin                                                   | Porsche 911 S                                                        | John Belperche                                                       | GT2.5                                                                |
| 41°                                                                  | 16                                                                   | Keyser / Beasley                                                     | Porsche 911 S                                                        | Toad Hall Racing                                                     | GT2.5                                                                |
| 42°                                                                  | 26                                                                   | Craw / Barber                                                        | Chevron B19 Ford                                                     | Doug Shierson/Fred Opert Mexican-American Racing Team                | S2.0                                                                 |
| 43°                                                                  | 87                                                                   | Baker / Baker                                                        | Pontiac Firebird                                                     | Buck Baker                                                           | T5.0                                                                 |
| 44°                                                                  | 88                                                                   | Kemp / Fraser / Smith                                                | Chevrolet Corvette                                                   | Smith-Kemp AutoRacing Team                                           | GT+2.5                                                               |
| 45°                                                                  | 80                                                                   | Elliott / Gwynne                                                     | Chevrolet Camaro                                                     | Preston Hood Chevrolet, Inc.                                         | T5.0                                                                 |
| 46°                                                                  | 86                                                                   | Fleming / Boggs                                                      | Pontiac Firebird                                                     | Simone Fleming                                                       | T5.0                                                                 |
| 47°                                                                  | 11                                                                   | Thompson / Weaver / DeLorenzo                                        | Chevrolet Corvette Spyder                                            | Ronald R. Weaver                                                     | GT+2.5                                                               |
| 48°                                                                  | 28                                                                   | Kremer / Huber                                                       | Porsche 911 S                                                        | Porsche Kremer Team                                                  | GT2.5                                                                |
| 49°                                                                  | 40                                                                   | Pentecost / Torgersen                                                | Porsche 911 S                                                        | Northlake Porsche Audi Inc.                                          | GT2.5                                                                |
| 50°                                                                  | 21                                                                   | Chinetti, Jr. / Eaton                                                | Ferrari 312 P                                                        | North American Racing Team                                           | S3.0                                                                 |
| 51°                                                                  | 33                                                                   | Stafford / Stafford                                                  | Chevrolet Corvette                                                   | R. Sheldon Stafford                                                  | GT+2.5                                                               |
| 52°                                                                  | 76                                                                   | Stone / Jennings                                                     | Porsche 911 T                                                        | Silverstone Racing Team                                              | GT2.5                                                                |
| 53°                                                                  | 93                                                                   | Houser / Shaw, Jr.                                                   | Shelby GT350                                                         | Bolus & Snopes, Ltd.                                                 | T5.0                                                                 |
| 54°                                                                  | 74                                                                   | Straub / Mosher                                                      | Ford Mustang                                                         | Norman Mosher                                                        | T5.0                                                                 |
| 55°                                                                  | 25                                                                   | Junco / van Beuren, Jr.                                              | Chevron B19 Ford                                                     | Doug Shierson/Fred Opert Mexican-American Racing Team                | S2.0                                                                 |
| 56°                                                                  | 14                                                                   | Larrousse / Craft / Garcia-Veiga                                     | Lola T280 Ford                                                       | Ecurie Bonnier                                                       | S3.0                                                                 |
| 12 Horas de Sebring 25/03/1972 Sebring International Raceway         |                                                                      |                                                                      |                                                                      |                                                                      |                                                                      |
| Pos                                                                  | N°                                                                   | Piloto                                                               | Auto                                                                 | Equipo                                                               | Clase                                                                |
| 1°                                                                   | 2                                                                    | Andretti / Ickx                                                      | Ferrari 312 PB                                                       | Ferrari                                                              | S3.0                                                                 |
| 2°                                                                   | 3                                                                    | Peterson / Schenken                                                  | Ferrari 312 PB                                                       | Ferrari                                                              | S3.0                                                                 |
| 3°                                                                   | 33                                                                   | Vaccarella / Hezemans                                                | Alfa Romeo T33/TT/3                                                  | Autodelta, S.p.A.                                                    | S3.0                                                                 |
| 4°                                                                   | 57                                                                   | Heinz / Johnson                                                      | Chevrolet Corvette                                                   | Dana English                                                         | GT+2.5                                                               |
| 5°                                                                   | 59                                                                   | Gregg / Haywood                                                      | Porsche 911 S                                                        | Brumos Porsche Audi Corp.                                            | GT2.5                                                                |
| 6°                                                                   | 12                                                                   | Larrousse / Bonnier / Wisell                                         | Lola T280 Ford                                                       | Ecurie Bonnier                                                       | S3.0                                                                 |
| 7°                                                                   | 39                                                                   | Pechmann / Bartling / Minter                                         | Porsche 910                                                          | R. Brezinka                                                          | S3.0                                                                 |
| 8°                                                                   | 22                                                                   | Chinetti, Jr. / Grossman                                             | Ferrari 365 GTB/4                                                    | N.A.R.T.                                                             | GT+2.5                                                               |
| 9°                                                                   | 78                                                                   | Muniz / Luis / Novoa                                                 | Porsche 914/6                                                        | Daniel Muniz                                                         | GT2.5                                                                |
| 10°                                                                  | 17                                                                   | Gimondo / Dingman                                                    | Chevrolet Camaro                                                     | Takondo Racing                                                       | T5.0                                                                 |
| 11°                                                                  | 77                                                                   | Jennings / Beasley                                                   | Porsche 911 S                                                        | Bruce Jennings                                                       | GT2.5                                                                |
| 12°                                                                  | 28                                                                   | Kremer / Huber / Bolanos                                             | Porsche 911 S                                                        | Porsche Kremer Racing Team                                           | GT2.5                                                                |
| 13°                                                                  | 21                                                                   | Adamowicz / Posey                                                    | Ferrari 365 GTB/4                                                    | N.A.R.T.                                                             | GT+2.5                                                               |
| 14°                                                                  | 41                                                                   | Kirill / Norburn                                                     | Porsche 911 S                                                        | Kirill Racing                                                        | GT2.5                                                                |
| 15°                                                                  | 27                                                                   | Kirby / Hotchkis                                                     | Porsche 914/6                                                        | Bozzani Porsche Audi, Inc.                                           | GT2.5                                                                |
| 16°                                                                  | 69                                                                   | Oest / Tillson / Holbert                                             | Porsche 911 T                                                        | Holbert's Porsche-Audi Inc.                                          | GT2.5                                                                |
| 17°                                                                  | 47                                                                   | Gray / Keller                                                        | Chevrolet Corvette                                                   | Sebring Racing Inc.                                                  | GT+2.5                                                               |
| 18°                                                                  | 38                                                                   | Fisher / Ponder                                                      | Chevron B16 Ford                                                     | Hobby Car Enterprises                                                | S2.0                                                                 |
| 19°                                                                  | 18                                                                   | Ingle / Reynolds                                                     | Ferrari 365 GTB/4                                                    | Ring Free Oil Racing Team                                            | GT+2.5                                                               |
| 20°                                                                  | 25                                                                   | Craw / Barber                                                        | Chevron B19 Ford                                                     | Fred Opert                                                           | S2.0                                                                 |
| 21°                                                                  | 74                                                                   | Rosen / Schaub                                                       | Porsche 906                                                          | Carousel Porsche Audi, Inc.                                          | S2.0                                                                 |
| 22°                                                                  | 56                                                                   | Waugh / Beatty                                                       | Lola T212 Ford                                                       | Promotional Advertising Corp.                                        | S2.0                                                                 |
| 23°                                                                  | 94                                                                   | Mitchell / Christiansen                                              | Chevrolet Camaro                                                     | Bolus & Snopes, Ltd.                                                 | T5.0                                                                 |
| 24°                                                                  | 50                                                                   | Yenko / Cordts                                                       | Chevrolet Corvette                                                   | John Greenwood Racing                                                | GT+2.5                                                               |
| 25°                                                                  | 58                                                                   | Rebaque / Rojas                                                      | Porsche 914/6                                                        | Brumos Porsche Audi Corp.                                            | GT2.5                                                                |
| 26°                                                                  | 10                                                                   | Tremblay / Ellis-Brown                                               | Chevrolet Camaro                                                     | C. C. Canada Lumber Co., Inc.                                        | T5.0                                                                 |
| 27°                                                                  | 24                                                                   | Buffum / Fitzpatrick                                                 | Ford Escort RS 1600                                                  | Libra International Racing                                           | T2.5                                                                 |
| 28°                                                                  | 68                                                                   | Stoddard / Hines, Jr. / Harmstad                                     | Porsche 914/6                                                        | H&S Imports Racing                                                   | GT2.5                                                                |
| 29°                                                                  | 73                                                                   | Ross / Groleau                                                       | Datsun 240Z                                                          | Ross Racing Ltd.                                                     | GT2.5                                                                |
| 30°                                                                  | 4                                                                    | Regazzoni / Redman                                                   | Ferrari 312 PB                                                       | Ferrari                                                              | S3.0                                                                 |
| 31°                                                                  | 48                                                                   | Greenwood / Smothers                                                 | Chevrolet Corvette                                                   | John Greenwood Racing                                                | GT+2.5                                                               |
| 32°                                                                  | 9                                                                    | Summers / McClure                                                    | Chevrolet Camaro                                                     | Endurance Promotions, Inc.                                           | T5.0                                                                 |
| 33°                                                                  | 44                                                                   | Garcia / Cao                                                         | Chevrolet Nova                                                       | Larrauri Racing                                                      | T5.0                                                                 |
| 34°                                                                  | 46                                                                   | Potter / Ansley / Hood                                               | Ford Mustang                                                         | Sebring Racing Inc.                                                  | T5.0                                                                 |
| 35°                                                                  | 32                                                                   | Elford / Marko                                                       | Alfa Romeo T33/TT/3                                                  | Autodelta, S.p.A.                                                    | S3.0                                                                 |
| 36°                                                                  | 31                                                                   | Stommelen / Revson / de Adamich                                      | Alfa Romeo T33/TT/3                                                  | Autodelta, S.p.A.                                                    | S3.0                                                                 |
| 37°                                                                  | 11                                                                   | DeLorenzo / Thompson                                                 | Ford Mustang                                                         | Troy Promotions, Inc.                                                | T5.0                                                                 |
| 38°                                                                  | 16                                                                   | Keyser / Barth                                                       | Porsche 911 S                                                        | Toad Hall Racing                                                     | GT2.5                                                                |
| 39°                                                                  | 42                                                                   | Noseda / Garcia / Livingston                                         | Chevrolet Camaro                                                     | Garcia Racing                                                        | T5.0                                                                 |
| 40°                                                                  | 89                                                                   | Smith / Gafford                                                      | Chevrolet Camaro                                                     | Rinzler Motoracing, Inc.                                             | T5.0                                                                 |
| 41°                                                                  | 52                                                                   | Kleinpeter / Belcher                                                 | Chevron B21 Ford                                                     | Promotional Advertising Corp.                                        | S2.0                                                                 |
| 42°                                                                  | 37                                                                   | Belcher / Stevens                                                    | Chevrolet Camaro                                                     | Gary Belcher                                                         | T5.0                                                                 |
| 43°                                                                  | 26                                                                   | Junco / van Beuren, Jr.                                              | Chevron B19 Ford                                                     | Fred Opert                                                           | S2.0                                                                 |
| 44°                                                                  | 35                                                                   | Collins / González / Beall                                           | Chevrolet Camaro                                                     | Dr. V. P. Collins                                                    | T5.0                                                                 |
| 45°                                                                  | 76                                                                   | Stone / Poole                                                        | Porsche 911 T                                                        | Silverstone Racing Team                                              | GT2.5                                                                |
| 46°                                                                  | 54                                                                   | Arutunoff / Goellnicht                                               | Abarth 2000 SP                                                       | Automobiles International, Inc.                                      | S2.0                                                                 |
| 47°                                                                  | 1                                                                    | Hobbs / Scott                                                        | Ferrari 365 GTB/4                                                    | Kirk F. White Motor Racing Inc.                                      | GT+2.5                                                               |
| 48°                                                                  | 19                                                                   | McClain / White                                                      | Porsche 914/6                                                        | David H. McClain                                                     | GT2.5                                                                |
| 49°                                                                  | 80                                                                   | Elliott / McDill                                                     | Chevrolet Camaro                                                     | Preston Hood Chevrolet Inc.                                          | T5.0                                                                 |
| 50°                                                                  | 7                                                                    | Bell / van Lennep                                                    | Mirage M6 Ford                                                       | Gulf Research Racing Company                                         | S3.0                                                                 |
| 51°                                                                  | 34                                                                   | de Adamich / Galli                                                   | Alfa Romeo T33/TT/3                                                  | Autodelta, S.p.A.                                                    | S3.0                                                                 |
| 52°                                                                  | 30                                                                   | Quintana / Belperche                                                 | Shelby GT350                                                         | Florida Tire Co., Inc.                                               | GT+2.5                                                               |
| 53°                                                                  | 8                                                                    | Nehl / Fitzgerald                                                    | Chevrolet Camaro                                                     | Automotive Engineering Enterprises                                   | T5.0                                                                 |
| 54°                                                                  | 61                                                                   | Locke / Bailey                                                       | Porsche 911 S                                                        | James N. Locke                                                       | GT2.5                                                                |
| 55°                                                                  | 70                                                                   | McDonald / Everett                                                   | Porsche 914/6                                                        | Lee McDonald-Algar Porsche Audi, Inc.                                | GT2.5                                                                |
| 56°                                                                  | 23                                                                   | Kemp / Koveleski                                                     | Chevrolet Corvette                                                   | Rinzler Motoracing, Inc./Holiday Anns of America                     | GT+2.5                                                               |
| 57°                                                                  | 97                                                                   | Quintanilla / Martínez                                               | Chevrolet Camaro                                                     | Roberto Quintanilla Jr.                                              | T5.0                                                                 |
| 58°                                                                  | 43                                                                   | Sereix / Garcia                                                      | Chevrolet Camaro                                                     | Garcia Racing                                                        | T5.0                                                                 |
| 59°                                                                  | 63                                                                   | Greger / Blank                                                       | Porsche 910                                                          | Josef Greger                                                         | S2.0                                                                 |
| 60°                                                                  | 55                                                                   | McCaig / McCaig                                                      | Lola T212 Ford                                                       | Roger McCaig Racing                                                  | S2.0                                                                 |
| 61°                                                                  | 15                                                                   | Bean / Pentecost                                                     | Porsche 911 S                                                        | Toad Hall Racing                                                     | GT2.5                                                                |
| 1000 Kilómetros de Brands Hatch 16/04/1972 Brands Hatch              |                                                                      |                                                                      |                                                                      |                                                                      |                                                                      |
| Pos                                                                  | N°                                                                   | Piloto                                                               | Auto                                                                 | Equipo                                                               | Clase                                                                |
| 1°                                                                   | 11                                                                   | Ickx / Andretti                                                      | Ferrari 312 PB                                                       | Ferrari SpA S.E.F.A.C.                                               | S3.0                                                                 |
| 2°                                                                   | 10                                                                   | Peterson / Schenken                                                  | Ferrari 312 PB                                                       | Ferrari SpA S.E.F.A.C.                                               | S3.0                                                                 |
| 3°                                                                   | 8                                                                    | Revson / Stommelen                                                   | Alfa Romeo T33/TT/3                                                  | AutoDelta SpA                                                        | S3.0                                                                 |
| 4°                                                                   | 6                                                                    | Elford / de Adamich                                                  | Alfa Romeo T33/TT/3                                                  | AutoDelta SpA                                                        | S3.0                                                                 |
| 5°                                                                   | 9                                                                    | Regazzoni / Redman                                                   | Ferrari 312 PB                                                       | Ferrari SpA S.E.F.A.C.                                               | S3.0                                                                 |
| 6°                                                                   | 7                                                                    | Galli / Marko                                                        | Alfa Romeo T33/TT/3                                                  | AutoDelta SpA                                                        | S3.0                                                                 |
| 7°                                                                   | 29                                                                   | Edwards / Hobbs                                                      | Lola T290 Ford                                                       | Barclays International Racing with Lola Cars                         | S2.0                                                                 |
| 8°                                                                   | 35                                                                   | Bamford / McInerney                                                  | Chevron B19 Ford                                                     | Worcestershire Racing Association                                    | S2.0                                                                 |
| 9°                                                                   | 2                                                                    | Stuppacher / Rieder                                                  | Porsche 908/02 Flunder                                               | Bosch Racing Team Vienna                                             | S3.0                                                                 |
| 10°                                                                  | 39                                                                   | Gray / Gaydon                                                        | Chevron B19 Ford                                                     | John Gray                                                            | S2.0                                                                 |
| 11°                                                                  | 31                                                                   | Ettmüller / Frey                                                     | Chevron B19/21 Ford                                                  | Squadra Tartaruga                                                    | S2.0                                                                 |
| 12°                                                                  | 22                                                                   | Ilotte / Berruto                                                     | Abarth 2000                                                          | Scuderia Brescia Corse                                               | S2.0                                                                 |
| 13°                                                                  | 27                                                                   | Ridehalgh / LeGuellec                                                | Dulon LD11P Porsche                                                  | Martin Ridehalgh                                                     | S2.0                                                                 |
| 14°                                                                  | 5                                                                    | Bell / van Lennep                                                    | Mirage M6 Ford                                                       | Gulf Research Racing Company                                         | S3.0                                                                 |
| 15°                                                                  | 34                                                                   | Robinson / Migault                                                   | Chevron B21 Ford                                                     | Brian Robinson                                                       | S2.0                                                                 |
| 16°                                                                  | 4                                                                    | Wisell / Larrousse                                                   | Lola T280 Ford                                                       | Ecurie Bonnier                                                       | S3.0                                                                 |
| 17°                                                                  | 1                                                                    | Jöst / Casoni                                                        | Porsche 908/03                                                       | ATE Team                                                             | S3.0                                                                 |
| 18°                                                                  | 26                                                                   | Markey / Lanfranchi                                                  | Gropa CMC BMW                                                        | Cronks Garages (Chipstead, Surrey)                                   | S2.0                                                                 |
| 19°                                                                  | 37                                                                   | Smith / Welpton                                                      | Chevron B19/21 Ford                                                  | Peter Smith                                                          | S2.0                                                                 |
| 20°                                                                  | 38                                                                   | Humble / May                                                         | Chevron B19 Ford                                                     | Peter Humble                                                         | S2.0                                                                 |
| 21°                                                                  | 30                                                                   | Fletcher / Watson                                                    | Chevron B21 Ford                                                     | William Tuckett                                                      | S2.0                                                                 |
| 22°                                                                  | 3                                                                    | Craft / Larrousse                                                    | Lola T280 Ford                                                       | Ecurie Bonnier                                                       | S3.0                                                                 |
| 23°                                                                  | 21                                                                   | Merzario / Hezemans                                                  | Abarth Osella SE-021                                                 | Osella Abarth Co. Ltd.                                               | S2.0                                                                 |
| 1000 Kilómetros de Monza 25/04/1972 Autodromo Nazionale di Monza     |                                                                      |                                                                      |                                                                      |                                                                      |                                                                      |
| Pos                                                                  | N°                                                                   | Piloto                                                               | Auto                                                                 | Equipo                                                               | Clase                                                                |
| 1°                                                                   | 1                                                                    | Ickx / Regazzoni                                                     | Ferrari 312 PB                                                       | Spa Ferrari SEFAC                                                    | S3.0                                                                 |
| 2°                                                                   | 7                                                                    | Jöst / Schüler                                                       | Porsche 908/03                                                       | Reinhold Jöst                                                        | S3.0                                                                 |
| 3°                                                                   | 2                                                                    | Peterson / Schenken                                                  | Ferrari 312 PB                                                       | Spa Ferrari SEFAC                                                    | S3.0                                                                 |
| 4°                                                                   | 35                                                                   | Mattli / Bayard                                                      | Porsche 907                                                          | Wicky Racing Team                                                    | S2.0                                                                 |
| 5°                                                                   | 44                                                                   | Locatelli / "Pal Joe"                                                | De Tomaso Pantera                                                    | Valtellina Racing                                                    | GT+2.0                                                               |
| 6°                                                                   | 39                                                                   | Tondelli / Formento                                                  | Tondelli BT Ford                                                     | Eris Tondelli                                                        | S1.6                                                                 |
| 7°                                                                   | 43                                                                   | Casoni / "Pooky"                                                     | De Tomaso Pantera                                                    | Scuderia Brescia Corse                                               | GT+2.0                                                               |
| 8°                                                                   | 37                                                                   | "Pal Joe" / Botalla                                                  | Abarth 1600 Sport                                                    | Citta dei Mille                                                      | S1.6                                                                 |
| 9°                                                                   | 41                                                                   | Müller / Gagliardi                                                   | De Tomaso Pantera                                                    | Herbert Müller                                                       | GT+2.0                                                               |
| 10°                                                                  | 3                                                                    | Redman / Merzario                                                    | Ferrari 312 PB                                                       | Spa Ferrari SEFAC                                                    | S3.0                                                                 |
| 11°                                                                  | 16                                                                   | Dupont / Noe                                                         | Chevron B19 Ford                                                     | Michel Dupont                                                        | S2.0                                                                 |
| 12°                                                                  | 23                                                                   | Lo Piccolo / Terra                                                   | Ferrari Dino 206 S Spyder                                            | Leandro Terra                                                        | S2.0                                                                 |
| 13°                                                                  | 4                                                                    | Larrousse / de Fierlant                                              | Lola T280 Ford                                                       | Ecurie Bonnier                                                       | S3.0                                                                 |
| 14°                                                                  | 14                                                                   | Facetti / "PAM"                                                      | Abarth Osella SE-021                                                 | Scuderia Brescia Corse                                               | S2.0                                                                 |
| 15°                                                                  | 18                                                                   | Serblin / Trivellato                                                 | Chevron B19 Ford                                                     | Gabriele Serblin                                                     | S2.0                                                                 |
| 16°                                                                  | 26                                                                   | Danieli / Rossi                                                      | Lola T290 Ford                                                       | Giorgio Danieli                                                      | S2.0                                                                 |
| 17°                                                                  | 5                                                                    | Wisell / Bonnier                                                     | Lola T280 Ford                                                       | Ecurie Bonnier                                                       | S3.0                                                                 |
| 18°                                                                  | 29                                                                   | Pianta / Schön                                                       | Lola T212 Ford                                                       | Giorgio Pianta                                                       | S2.0                                                                 |
| 19°                                                                  | 31                                                                   | Cochet / Pillon                                                      | Lola T290 Ford                                                       | Scuderia Filipinetti                                                 | S2.0                                                                 |
| 20°                                                                  | 19                                                                   | Frey / Ettmüller                                                     | Chevron B19/21 Ford                                                  | Squadra Tartaruga                                                    | S2.0                                                                 |
| 1000 Kilómetros de Spa 07/05/1972 Spa-Francorchamps                  |                                                                      |                                                                      |                                                                      |                                                                      |                                                                      |
| Pos                                                                  | N°                                                                   | Piloto                                                               | Auto                                                                 | Equipo                                                               | Clase                                                                |
| 1°                                                                   | 3                                                                    | Redman / Merzario                                                    | Ferrari 312 PB                                                       | SEFAC                                                                | S3.0                                                                 |
| 2°                                                                   | 1                                                                    | Ickx / Regazzoni                                                     | Ferrari 312 PB                                                       | SEFAC                                                                | S3.0                                                                 |
| 3°                                                                   | 11                                                                   | Hine / Bridges                                                       | Chevron B21 Ford                                                     | Red Rose Racing                                                      | S2.0                                                                 |
| 4°                                                                   | 7                                                                    | Bell / van Lennep                                                    | Mirage M6 Ford                                                       | Gulf Research                                                        | S3.0                                                                 |
| 5°                                                                   | 8                                                                    | Larrousse / de Fierlant                                              | Lola T280 Ford                                                       | Belgian Racing Team                                                  | S3.0                                                                 |
| 6°                                                                   | 17                                                                   | Humble / May                                                         | Chevron B19/21 Ford                                                  | P. Humble                                                            | S2.0                                                                 |
| 7°                                                                   | 42                                                                   | Jacquemin / Deprez                                                   | De Tomaso Pantera                                                    | Claude Dubois                                                        | GT                                                                   |
| 8°                                                                   | 55                                                                   | Kremer / Fitzpatrick                                                 | Porsche 911 S                                                        | Kremer                                                               | GT                                                                   |
| 9°                                                                   | 16                                                                   | Twaites / McInerney                                                  | Chevron B21 Ford                                                     | Intertech Steering                                                   | S2.0                                                                 |
| 10°                                                                  | 43                                                                   | Müller / Chasseuil                                                   | De Tomaso Pantera                                                    | Franco Brit.                                                         | GT                                                                   |
| 11°                                                                  | 52                                                                   | Christmann / Heyer                                                   | Porsche 911 S                                                        | Porsche Nordheim                                                     | GT                                                                   |
| 12°                                                                  | 2                                                                    | Schenken / Peterson                                                  | Ferrari 312 PB                                                       | SEFAC                                                                | S3.0                                                                 |
| 13°                                                                  | 53                                                                   | Rang / Sindel                                                        | Porsche 911 S                                                        | Liqui-Moly                                                           | GT                                                                   |
| 14°                                                                  | 25                                                                   | Ridehalgh / LeGuellec                                                | Dulon LD11P Porsche                                                  | Ridehalgh                                                            | S2.0                                                                 |
| 15°                                                                  | 27                                                                   | Dupont / Bodin                                                       | Chevron B19 Ford                                                     | Dupont                                                               | S2.0                                                                 |
| 16°                                                                  | 15                                                                   | Heavens / Garton                                                     | Chevron B21 Ford                                                     | R. Heavens                                                           | S2.0                                                                 |
| 17°                                                                  | 23                                                                   | Raymond / Collier                                                    | Daren Mk.3 Ford                                                      | M. Raymond                                                           | S2.0                                                                 |
| 18°                                                                  | 45                                                                   | Ballot-Léna / Rouveyran                                              | Ferrari 365 GTB/4                                                    | Pozzi                                                                | GT                                                                   |
| 19°                                                                  | 9                                                                    | Jöst / Kauhsen                                                       | Porsche 908/03                                                       | A.T.E. Team                                                          | S3.0                                                                 |
| 20°                                                                  | 10                                                                   | Lepp / Gray                                                          | Chevron B19 Ford                                                     | John Gray                                                            | S2.0                                                                 |
| 21°                                                                  | 30                                                                   | Migault / Robinson                                                   | Chevron B21 Ford                                                     | Robinson                                                             | S2.0                                                                 |
| 22°                                                                  | 18                                                                   | Smith / Welpton                                                      | Chevron B19/21 Ford                                                  | P. Smith                                                             | S2.0                                                                 |
| 23°                                                                  | 62                                                                   | Pankl / Ertl                                                         | BMW 2800 CS                                                          | BMW Alpina                                                           | T                                                                    |
| 24°                                                                  | 40                                                                   | Tuerlinckx / Stalpaert                                               | Chevrolet Corvette                                                   | Euroil Racing Team                                                   | GT                                                                   |
| 25°                                                                  | 47                                                                   | Haldi / Chenevière                                                   | Porsche 911 S                                                        | Club Romand                                                          | GT                                                                   |
| 26°                                                                  | 56                                                                   | Hoffmann / Grauls                                                    | Chevrolet Corvette                                                   | Gulf Racing                                                          | GT                                                                   |
| 27°                                                                  | 54                                                                   | Schickentanz / Steckkönig                                            | Porsche 911 S                                                        | Schickentanz Dahl Kanal Racing                                       | GT                                                                   |
| 28°                                                                  | 12                                                                   | Josa / Bosch                                                         | Chevron B21 Ford                                                     | Red Rose Racing                                                      | S2.0                                                                 |
| Targa Florio 21/05/1972 Circuito de Palermo                          |                                                                      |                                                                      |                                                                      |                                                                      |                                                                      |
| Pos                                                                  | N°                                                                   | Piloto                                                               | Auto                                                                 | Equipo                                                               | Clase                                                                |
| 1°                                                                   | 3                                                                    | Merzario / Munari                                                    | Ferrari 312 PB                                                       | Ferrari SEFAC                                                        | S3.0                                                                 |
| 2°                                                                   | 5                                                                    | Galli / Marko                                                        | Alfa Romeo T33/TT/3                                                  | Autodelta S.p.A.                                                     | S3.0                                                                 |
| 3°                                                                   | 4                                                                    | de Adamich / Hezemans                                                | Alfa Romeo T33/TT/3                                                  | Autodelta S.p.A.                                                     | S3.0                                                                 |
| 4°                                                                   | 8                                                                    | Zadra / Pasolini                                                     | Lola T290 Ford                                                       | Scuderia Brescia Corse                                               | S2.0                                                                 |
| 5°                                                                   | 38                                                                   | Gottifredi / Pica                                                    | Porsche 911 S                                                        | Bonomelli Squadra Corse                                              | GT2.0                                                                |
| 6°                                                                   | 25                                                                   | Steckkönig / Pucci                                                   | Porsche 911 S                                                        | Strähle KG                                                           | GT+2.0                                                               |
| 7°                                                                   | 7                                                                    | Virgilio / Taramazzo                                                 | Abarth Osella 2000                                                   | Beppe Virgilio                                                       | S2.0                                                                 |
| 8°                                                                   | 56                                                                   | Zanetti / Locatelli                                                  | Lola T212 Alfa Romeo                                                 | Monzeglio Squadra Corse                                              | S1.3                                                                 |
| 9°                                                                   | 35                                                                   | Schmid / Floridia                                                    | Porsche 914/6                                                        | Strähle KG                                                           | GT2.0                                                                |
| 10°                                                                  | 23                                                                   | Barth / Keyser                                                       | Porsche 911 S                                                        | Porsche Club Romand                                                  | GT+2.0                                                               |
| 11°                                                                  | 60                                                                   | Cerulli-Irelli / Barone                                              | AMS SP Ford                                                          | Parma                                                                | S1.0                                                                 |
| 12°                                                                  | 85                                                                   | "Cris" / de Franchis                                                 | Alfa Romeo Giulia Sprint GTA                                         | Ateneo                                                               | GT1.6                                                                |
| 13°                                                                  | 47                                                                   | "Manuel" / Galmozzi                                                  | Porsche 911 S                                                        | Giampaolo Baruffi                                                    | GT2.0                                                                |
| 14°                                                                  | 42                                                                   | Ferrari / Papetti                                                    | Porsche 911 S                                                        | Lloyd Adrietico                                                      | GT2.0                                                                |
| 15°                                                                  | 45                                                                   | Moncini / Cabella                                                    | Porsche 911 S                                                        | Lloyd Adrietico                                                      | GT2.0                                                                |
| 16°                                                                  | 54                                                                   | Anastasio / Boeris                                                   | Chevron B19 Ford                                                     | Pasquale Anastasio                                                   | S1.3                                                                 |
| 17°                                                                  | 32                                                                   | Capra / Lepri                                                        | Porsche 911 S                                                        | Girolama Capra                                                       | GT+2.0                                                               |
| 18°                                                                  | 77                                                                   | Paleari / Bertoni                                                    | Alpine A110 1600 Renault                                             | Emilio Paleari                                                       | GT1.6                                                                |
| 19°                                                                  | 88                                                                   | Terminiello / Esposito                                               | Alfa Romeo Giulia Sprint GTA                                         | Michele Terminiello                                                  | GT1.6                                                                |
| 20°                                                                  | 44                                                                   | Marini / Antigoni                                                    | Porsche 911 S                                                        | Romani Piloti                                                        | GT2.0                                                                |
| 21°                                                                  | 29                                                                   | Monticone / Fossati                                                  | Porsche 911 S                                                        | Scuderia Brescia Corse                                               | GT+2.0                                                               |
| 22°                                                                  | 76                                                                   | Giono / Zanetti                                                      | Alfa Romeo Giulia GTA                                                | Monzeglio                                                            | GT1.6                                                                |
| 23°                                                                  | 99                                                                   | Rosolia / de Bartoli                                                 | Lancia Fulvia HF                                                     | Pegaso                                                               | GT1.3                                                                |
| 24°                                                                  | 92                                                                   | Ramonio / Varese                                                     | Alpine A110 1300 Renault                                             | Romano Ramonio                                                       | GT1.3                                                                |
| 25°                                                                  | 48                                                                   | Tondelli / Formento                                                  | Tondelli BT Ford                                                     | Eris Tondelli                                                        | S1.6                                                                 |
| 26°                                                                  | 94                                                                   | "Poker" / Galimberti                                                 | Alpine A110 1300 Renault                                             | Domenico Cedrati                                                     | GT1.3                                                                |
| 27°                                                                  | 79                                                                   | Barraco / "Popsy Pop"                                                | Alpine A110 1600 Renault                                             | Pegaso                                                               | GT1.6                                                                |
| 28°                                                                  | 58                                                                   | Lisitano / Fenga                                                     | Lancia Fulvia Sport Competizione                                     | Franco Lisitano                                                      | S1.3                                                                 |
| 29°                                                                  | 89                                                                   | Lo Bello / Traina                                                    | Lancia Fulvia HF                                                     | Pegaso                                                               | GT1.6                                                                |
| 30°                                                                  | 63                                                                   | Sebastiani / Palangio                                                | AMS SP Ford                                                          | Romani Piloti                                                        | S1.0                                                                 |
| 31°                                                                  | 96                                                                   | Bersano / Truffo                                                     | Alpine A110 1300 Renault                                             | Scuderia Brescia Corse                                               | GT1.3                                                                |
| 32°                                                                  | 93                                                                   | Mantia / Carducci                                                    | Alpine A110 1300 Renault                                             | Pegaso                                                               | GT1.3                                                                |
| 33°                                                                  | 83                                                                   | Patti / Cucinotta                                                    | Lancia Fulvia HF                                                     | Cucinotta                                                            | GT1.6                                                                |
| 34°                                                                  | 50                                                                   | Fina / "Tex Willer"                                                  | Lancia Fulvia T&S                                                    | Scuderia Aretusa of Siracuse                                         | S1.6                                                                 |
| 35°                                                                  | 78                                                                   | Semilia / Crescenti                                                  | Alfa Romeo Giulia GTA                                                | Ateneo                                                               | GT1.6                                                                |
| 36°                                                                  | 101                                                                  | di Garbo / Mascari                                                   | Simca 1300 Coupe                                                     | Ateneo                                                               | GT1.3                                                                |
| 37°                                                                  | 100                                                                  | Barillaro / Fasce                                                    | Alpine A110 1300 Renault                                             | Scuderia Citte dei Mille                                             | GT1.3                                                                |
| 38°                                                                  | 102                                                                  | Regis / Bonacina                                                     | Alpine A110 1300 Renault                                             | Bruno Bonacina                                                       | GT1.3                                                                |
| 39°                                                                  | 40                                                                   | Spatafora / "von Meiter"                                             | Porsche 911 S                                                        | Pegaso                                                               | GT2.0                                                                |
| 40°                                                                  | 14                                                                   | Alberti / Bonetto                                                    | Chevron B21 Ford                                                     | Gianfranco Bonetto                                                   | S2.0                                                                 |
| 41°                                                                  | 41                                                                   | Klauke / Gall                                                        | Porsche 911 S                                                        | Kleber Racing                                                        | GT2.0                                                                |
| 42°                                                                  | 57                                                                   | Donato / Ceraolo                                                     | Giliberti A112                                                       | Ateneo                                                               | S1.3                                                                 |
| 43°                                                                  | 72                                                                   | "Don Pedrito" / Cavatorta                                            | OMS                                                                  | "Don Pedrito"                                                        | S1.0                                                                 |
| 44°                                                                  | 11                                                                   | Merendino / Restivo                                                  | Abarth 2000 S                                                        | Pegaso                                                               | S2.0                                                                 |
| 45°                                                                  | 74                                                                   | Mirto Randazzo / Ferraro                                             | Alfa Romeo Giulia GTA                                                | Scuderia Citte dei Mille                                             | GT1.6                                                                |
| 46°                                                                  | 66                                                                   | Garrone / Tinghi                                                     | AMS SP Ford                                                          | Cesare Garrone                                                       | S1.0                                                                 |
| 47°                                                                  | 43                                                                   | Rosselli / Monti                                                     | Opel GT                                                              | Conrero Squadra                                                      | GT2.0                                                                |
| 48°                                                                  | 90                                                                   | Massai / Nardini                                                     | Alfa Romeo Giulia GTA                                                | Paolo Massai                                                         | GT1.6                                                                |
| 49°                                                                  | 80                                                                   | Librizzi / Barraja                                                   | Lancia Fulvia HF                                                     | Alberto Librizzi                                                     | GT1.6                                                                |
| 50°                                                                  | 46                                                                   | Cosentino / Soria                                                    | Porsche 911 S                                                        | Francesco Cosentino                                                  | GT2.0                                                                |
| 51°                                                                  | 49                                                                   | Giugno / Sutera                                                      | Alfa Romeo Giulia TZ Speciale Tiger                                  | Scuderia Nissena                                                     | S1.6                                                                 |
| 52°                                                                  | 1                                                                    | Vaccarella / Stommelen                                               | Alfa Romeo T33/TT/3                                                  | Autodelta S.p.A.                                                     | S3.0                                                                 |
| 53°                                                                  | 31                                                                   | "Gedehem" / Pochet                                                   | Porsche 911 S                                                        | Porsche Club Romand                                                  | GT+2.0                                                               |
| 54°                                                                  | 6                                                                    | "PAM" / Facetti                                                      | Abarth Osella 2000                                                   | Scuderia Brescia Corse                                               | S2.0                                                                 |
| 55°                                                                  | 21                                                                   | Fasano / Tropia                                                      | Abarth 2000 S                                                        | Mario Tropia                                                         | S2.0                                                                 |
| 56°                                                                  | 70                                                                   | Patané / "Oras"                                                      | Abarth 1000 SP                                                       | Sant Paul                                                            | S1.0                                                                 |
| 57°                                                                  | 97                                                                   | Mollica / Guagliardo                                                 | Lancia Fulvia Sport                                                  | Ateneo                                                               | GT1.3                                                                |
| 58°                                                                  | 9                                                                    | Moser / Nicodemi                                                     | Lola T290 Abarth                                                     | Antonio Nicodemi                                                     | S2.0                                                                 |
| 59°                                                                  | 22                                                                   | Haldi / Chenevière                                                   | Porsche 911 S                                                        | Porsche Club Romand                                                  | GT+2.0                                                               |
| 60°                                                                  | 12                                                                   | Berruto / Ilotte                                                     | Abarth 2000 S                                                        | Scuderia Brescia Corse                                               | S2.0                                                                 |
| 61°                                                                  | 28                                                                   | Sindel / Rang                                                        | Porsche 911 S                                                        | Liqui-Moly                                                           | GT+2.0                                                               |
| 62°                                                                  | 81                                                                   | Rizzo / Balistreri                                                   | Alfa Romeo Giulia GTA                                                | Giovanni Rizzo                                                       | GT1.6                                                                |
| 63°                                                                  | 33                                                                   | Facetti / "Beaumont"                                                 | Opel GT                                                              | Conrero Squadra                                                      | GT2.0                                                                |
| 64°                                                                  | 98                                                                   | Lo Jacono / Savona                                                   | Lancia Fulvia HF                                                     | Pegaso                                                               | GT1.3                                                                |
| 65°                                                                  | 64                                                                   | "McBoden" / "Lubar"                                                  | AMS SP Ford                                                          | Ateneo                                                               | S1.0                                                                 |
| 66°                                                                  | 59                                                                   | Sidoti Abate / Fiorentino                                            | Matra Djet 5S                                                        | Ateneo                                                               | S1.3                                                                 |
| 67°                                                                  | 10                                                                   | "Amphicar" / Capuano                                                 | Chevron B21 Ford                                                     | Scuderia Citte dei Mille                                             | S2.0                                                                 |
| 68°                                                                  | 62                                                                   | Nesti / Rovella                                                      | Raymond - Ford                                                       | Nettuno                                                              | S1.0                                                                 |
| 69°                                                                  | 75                                                                   | de Luca / Vassallo                                                   | Alfa Romeo Giulia GTA                                                | Pegaso                                                               | GT1.6                                                                |
| 70°                                                                  | 82                                                                   | Gagliano / Gagliano                                                  | Alfa Romeo Giulia GTA                                                | Ateneo                                                               | GT1.6                                                                |
| 71°                                                                  | 36                                                                   | Negus / Richardson                                                   | Porsche 911 S Targa                                                  | Edward Negus                                                         | GT2.0                                                                |
| 72°                                                                  | 71                                                                   | "Black & White" / Aguglia                                            | Abarth 1000 SP                                                       | Sant Paul                                                            | S1.0                                                                 |
| 73°                                                                  | 2                                                                    | Elford / van Lennep                                                  | Alfa Romeo T33/TT/3                                                  | Autodelta S.p.A.                                                     | S3.0                                                                 |
| 74°                                                                  | 15                                                                   | Davidson / Wheeler                                                   | Daren Mk.3 BRM                                                       | Jack Wheeler                                                         | S2.0                                                                 |
| 75°                                                                  | 27                                                                   | Vetsch / Selz                                                        | Porsche 911 S                                                        | Schiller Racing                                                      | GT+2.0                                                               |
| 76°                                                                  | 39                                                                   | Martino / Calascibetta                                               | Fiat 124 Spider                                                      | Giovanni Martino                                                     | GT2.0                                                                |
| 1000 Kilómetros de Nürburgring 28/05/1972 Nürburgring                |                                                                      |                                                                      |                                                                      |                                                                      |                                                                      |
| Pos                                                                  | N°                                                                   | Piloto                                                               | Auto                                                                 | Equipo                                                               | Clase                                                                |
| 1°                                                                   | 3                                                                    | Peterson / Schenken                                                  | Ferrari 312 PB                                                       | Spa Ferrari SEFAC                                                    | S3.0                                                                 |
| 2°                                                                   | 2                                                                    | Merzario / Redman                                                    | Ferrari 312 PB                                                       | Spa Ferrari SEFAC                                                    | S3.0                                                                 |
| 3°                                                                   | 6                                                                    | Marko / de Adamich                                                   | Alfa Romeo T33/TT/3                                                  | Autodelta SpA                                                        | S3.0                                                                 |
| 4°                                                                   | 8                                                                    | Bell / van Lennep                                                    | Mirage M6 Ford                                                       | Gulf Racing Research                                                 | S3.0                                                                 |
| 5°                                                                   | 24                                                                   | Hine / Bridges                                                       | Chevron B21 Ford                                                     | Red Rose Racing                                                      | S2.0                                                                 |
| 6°                                                                   | 17                                                                   | Larrousse / Bonnier                                                  | Lola T290 Ford                                                       | Ecurie Bonnier                                                       | S2.0                                                                 |
| 7°                                                                   | 90                                                                   | Glemser / Mass                                                       | Ford Capri RS 2600                                                   | Ford                                                                 | T+2.0                                                                |
| 8°                                                                   | 91                                                                   | Stuck / Soler-Roig                                                   | Ford Capri RS 2600                                                   | Ford                                                                 | T+2.0                                                                |
| 9°                                                                   | 55                                                                   | Fitzpatrick / Kremer                                                 | Porsche 911 S                                                        | Kremer Porsche Racing                                                | GT+2.0                                                               |
| 10°                                                                  | 70                                                                   | Steckkönig / Schmid                                                  | Porsche 911 S                                                        | E. Strähle KG                                                        | GT+2.0                                                               |
| 11°                                                                  | 4                                                                    | Stommelen / Elford                                                   | Alfa Romeo T33/TT/3                                                  | Autodelta SpA                                                        | S3.0                                                                 |
| 12°                                                                  | 63                                                                   | Schickentanz / Kauhsen                                               | Porsche 911 S                                                        | Roesrath                                                             | GT+2.0                                                               |
| 13°                                                                  | 65                                                                   | Barth / Keyser                                                       | Porsche 911 S                                                        | Toad Hall Racing                                                     | GT+2.0                                                               |
| 14°                                                                  | 57                                                                   | Fischhaber / von Bayern                                              | Porsche 911 S                                                        | Tony Fischhaber                                                      | GT+2.0                                                               |
| 15°                                                                  | 31                                                                   | Heavens / Garton                                                     | Chevron B21 Ford                                                     | Roger Heavens Racing                                                 | S2.0                                                                 |
| 16°                                                                  | 103                                                                  | Weizinger / Gleich / Hessel                                          | Alfa Romeo GTAm                                                      | Alfa Romeo Deutschland                                               | T2.0                                                                 |
| 17°                                                                  | 94                                                                   | Ochs / Rummel                                                        | BMW 2800 CS                                                          | BMW Alpina                                                           | T+2.0                                                                |
| 18°                                                                  | 96                                                                   | Faltz / Schulte-Oversohl                                             | BMW 2800 CS                                                          | BMW Alpina                                                           | T+2.0                                                                |
| 19°                                                                  | 77                                                                   | Christmann / Ragnotti                                                | Opel GT                                                              | Steinmetz Automobiltechnik                                           | GT2.0                                                                |
| 20°                                                                  | 82                                                                   | Ekberg / Biström / Simonsen                                          | Porsche 911 T                                                        | Team Kuberol Racing                                                  | GT2.0                                                                |
| 21°                                                                  | 67                                                                   | Haldi / Chenevière                                                   | Porsche 911 S                                                        | Porsche Club Romand                                                  | GT+2.0                                                               |
| 22°                                                                  | 56                                                                   | Rieder / Brohl                                                       | Porsche 911 S                                                        | Kremer Porsche Racing                                                | GT+2.0                                                               |
| 23°                                                                  | 23                                                                   | Bosch / Hanson                                                       | Chevron B19/21 Ford                                                  | Red Rose Racing                                                      | S2.0                                                                 |
| 24°                                                                  | 43                                                                   | Becker / Clever / Tibor                                              | Porsche 910                                                          | Bernd Becker                                                         | S2.0                                                                 |
| 25°                                                                  | 16                                                                   | Dupont / Blancpain / Bodin                                           | Chevron B19 Ford                                                     | Michel Dupont                                                        | S2.0                                                                 |
| 26°                                                                  | 33                                                                   | Greger / Hild                                                        | Porsche 910 Spyder                                                   | Kurt Hild                                                            | S2.0                                                                 |
| 27°                                                                  | 101                                                                  | Furtmayr / Ertl                                                      | BMW 2002 TI                                                          | BMW Alpina                                                           | T2.0                                                                 |
| 28°                                                                  | 95                                                                   | Neuhaus / Joisten                                                    | BMW 2800 CS                                                          | BMW Alpina                                                           | T+2.0                                                                |
| 29°                                                                  | 81                                                                   | Simonis / Hoier                                                      | Porsche 914/6                                                        | Walter Simonis                                                       | GT2.0                                                                |
| 30°                                                                  | 105                                                                  | Hegels / Gilges                                                      | BMW 2002 TI                                                          | Dieter Hegels                                                        | T2.0                                                                 |
| 31°                                                                  | 9                                                                    | Jöst / Casoni / Bartels                                              | Porsche 908/03                                                       | Reinhold Jöst                                                        | S3.0                                                                 |
| 32°                                                                  | 20                                                                   | Edwards / Koinigg                                                    | Lola T290 Chevrolet                                                  | Barclays International Racing                                        | S2.0                                                                 |
| 33°                                                                  | 36                                                                   | Richardson / Richardson                                              | Daren Mk.2 Ford                                                      | Peter Richardson                                                     | S2.0                                                                 |
| 34°                                                                  | 30                                                                   | Burton / Craft                                                       | Chevron B21 Ford                                                     | Canon Cameras Racing                                                 | S2.0                                                                 |
| 35°                                                                  | 45                                                                   | Skoghag / Kottulinsky                                                | Lola T212 Ford                                                       | Picko Troberg                                                        | S2.0                                                                 |
| 36°                                                                  | 51                                                                   | de Bagration / Basche / de Fierlant                                  | Lola T290 Ford                                                       | Ecurie Bonnier                                                       | S2.0                                                                 |
| 37°                                                                  | 28                                                                   | Swietlik / Cabral                                                    | Lola T290 Ford                                                       | Ecurie Bonnier                                                       | S2.0                                                                 |
| 38°                                                                  | 89                                                                   | Odenthal / Fritzinger                                                | Ford Capri RS 2600                                                   | Waltraud Odenthal                                                    | T+2.0                                                                |
| 39°                                                                  | 35                                                                   | Raymond / Bracey                                                     | Daren Mk.3 Ford                                                      | Martin Raymond                                                       | S2.0                                                                 |
| 40°                                                                  | 1                                                                    | Ickx / Regazzoni                                                     | Ferrari 312 PB                                                       | Spa Ferrari SEFAC                                                    | S3.0                                                                 |
| 41°                                                                  | 88                                                                   | Pankl / Kelleners                                                    | BMW 2800 CS                                                          | BMW Alpina                                                           | T+2.0                                                                |
| 42°                                                                  | 41                                                                   | Migault / Robinson                                                   | Chevron B21 Ford                                                     | Brian Robinson                                                       | S2.0                                                                 |
| 43°                                                                  | 15                                                                   | Davidson / Wheeler                                                   | Daren Mk.3 BRM                                                       | Martin Davidson                                                      | S2.0                                                                 |
| 44°                                                                  | 38                                                                   | Collier / Green                                                      | Daren Mk.3 Lotus                                                     | Arthur Collier                                                       | S2.0                                                                 |
| 45°                                                                  | 25                                                                   | Tuckett / Fletcher                                                   | Chevron B21 Ford                                                     | William Tuckett                                                      | S2.0                                                                 |
| 46°                                                                  | 22                                                                   | Frey / Ettmüller                                                     | Chevron B19/21 Ford                                                  | Squadra Tartaruga                                                    | S2.0                                                                 |
| 47°                                                                  | 93                                                                   | Peltier / Xhenceval                                                  | BMW 2800 CS                                                          | Precision Liegeoise                                                  | T+2.0                                                                |
| 48°                                                                  | 21                                                                   | Birchenhough / Joscelyne                                             | Lola T212 BMW                                                        | Dorset Racing Associates                                             | S2.0                                                                 |
| 49°                                                                  | 72                                                                   | Fröhlich / Nolte                                                     | Porsche 911 S                                                        | Nordheim Porsche                                                     | GT+2.0                                                               |
| 50°                                                                  | 104                                                                  | Kuhl / Heyer                                                         | BMW 2002 TI                                                          | Koepchen BMW                                                         | T2.0                                                                 |
| 24 Horas de Le Mans 11/06/1972 Circuito de la Sarthe                 |                                                                      |                                                                      |                                                                      |                                                                      |                                                                      |
| Pos                                                                  | N°                                                                   | Piloto                                                               | Auto                                                                 | Equipo                                                               | Clase                                                                |
| 1°                                                                   | 15                                                                   | Pescarolo / Hill                                                     | Matra-Simca MS670                                                    | Equipe Matra-Simca Shell                                             | S3.0                                                                 |
| 2°                                                                   | 14                                                                   | Cevert / Ganley                                                      | Matra-Simca MS670                                                    | Equipe Matra-Simca Shell                                             | S3.0                                                                 |
| 3°                                                                   | 60                                                                   | Jöst / Weber / Casoni                                                | Porsche 908/01L                                                      | Siffert ATE Racing                                                   | S3.0                                                                 |
| 4°                                                                   | 18                                                                   | de Adamich / Vaccarella                                              | Alfa Romeo T33/TT/3                                                  | Autodelta S.P.A.                                                     | S3.0                                                                 |
| 5°                                                                   | 39                                                                   | Ballot-Léna / Andruet                                                | Ferrari 365 GTB/4                                                    | Charles Pozzi                                                        | GT                                                                   |
| 6°                                                                   | 74                                                                   | Posey / Adamowicz                                                    | Ferrari 365 GTB/4                                                    | North American Racing Team                                           | GT                                                                   |
| 7°                                                                   | 34                                                                   | Parkes / Lafosse / Cochet                                            | Ferrari 365 GTB/4                                                    | Scuderia Filipinetti                                                 | GT                                                                   |
| 8°                                                                   | 36                                                                   | Bell / Pilette / Bond                                                | Ferrari 365 GTB/4                                                    | Ecurie Francorchamps                                                 | GT                                                                   |
| 9°                                                                   | 38                                                                   | Buchet / Jarier                                                      | Ferrari 365 GTB/4                                                    | North American Racing Team                                           | GT                                                                   |
| 10°                                                                  | 54                                                                   | Birrell / Bourgoignie                                                | Ford Capri RS 2600                                                   | Ford Deutschland                                                     | T                                                                    |
| 11°                                                                  | 52                                                                   | Glemser / Soler-Roig                                                 | Ford Capri RS 2600                                                   | Ford Deutschland                                                     | T                                                                    |
| 12°                                                                  | 68                                                                   | Craft / De Cadenet                                                   | Duckhams LM Ford                                                     | Duckham's Oil Motor Racing                                           | S3.0                                                                 |
| 13°                                                                  | 41                                                                   | Keyser / Barth / Garant                                              | Porsche 911 S                                                        | Louis Meznarie                                                       | GT                                                                   |
| 14°                                                                  | 27                                                                   | Ligonnet / Smith                                                     | Lola T290 Ford                                                       | René Ligonnet                                                        | S2.0                                                                 |
| 15°                                                                  | 4                                                                    | Heinz / Johnson                                                      | Chevrolet Corvette ZL1                                               | North American Racing Team                                           | GT                                                                   |
| 16°                                                                  | 32                                                                   | Jacquemin / Deprez                                                   | De Tomaso Pantera                                                    | Claude Dubois                                                        | GT                                                                   |
| 17°                                                                  | 46                                                                   | Laffeach / Doncieux                                                  | Ferrari Dino 246 GT                                                  | North American Racing Team                                           | GT                                                                   |
| 18°                                                                  | 24                                                                   | Mattli / Bayard / Brun                                               | Porsche 907                                                          | Wicky Racing Team                                                    | S2.0                                                                 |
| 19°                                                                  | 67                                                                   | Poirot / Farjon                                                      | Porsche 908/02 Flunder                                               | Christian Poirot                                                     | S3.0                                                                 |
| 20°                                                                  | 16                                                                   | Jabouille / Cevert                                                   | Matra-Simca MS660C                                                   | Equipe Matra-Simca Shell                                             | S3.0                                                                 |
| 21°                                                                  | 5                                                                    | Fernández / Torredemer / Baturone                                    | Porsche 908/03                                                       | Escudería Montjuich                                                  | S3.0                                                                 |
| 22°                                                                  | 19                                                                   | Stommelen / Galli                                                    | Alfa Romeo T33/TT/3                                                  | Autodelta S.P.A.                                                     | S3.0                                                                 |
| 23°                                                                  | 6                                                                    | Weigel / Krause                                                      | Porsche 908/02 Flunder                                               | Hans-Dieter Weigel                                                   | S3.0                                                                 |
| 24°                                                                  | 29                                                                   | Greder / "Beaumont"                                                  | Chevrolet Corvette                                                   | Greder Racing Team                                                   | GT                                                                   |
| 25°                                                                  | 17                                                                   | Elford / Marko                                                       | Alfa Romeo T33/TT/3                                                  | Autodelta S.P.A.                                                     | S3.0                                                                 |
| 26°                                                                  | 57                                                                   | Chinetti, Jr. / Gregory                                              | Ferrari 365 GTB/4                                                    | North American Racing Team                                           | GT                                                                   |
| 27°                                                                  | 8                                                                    | Bonnier / van Lennep / Larrousse                                     | Lola T280 Ford                                                       | Ecurie Bonnier Switzerland                                           | S3.0                                                                 |
| 28°                                                                  | 42                                                                   | Haldi / Keller / "Gedehem"                                           | Porsche 911 S                                                        | Claude Haldi                                                         | GT                                                                   |
| 29°                                                                  | 35                                                                   | Chenevière / Vetsch / Pillon                                         | Ferrari 365 GTB/4                                                    | Scuderia Filipinetti                                                 | GT                                                                   |
| 30°                                                                  | 22                                                                   | Maublanc / Laffite                                                   | Ligier JS2 Maserati                                                  | Automobiles Ligier                                                   | S3.0                                                                 |
| 31°                                                                  | 65                                                                   | Cosson / Ravenel                                                     | Porsche 910                                                          | "Novestille"                                                         | S3.0                                                                 |
| 32°                                                                  | 71                                                                   | Aubriet / "Depnic" / "Sylvain"                                       | Chevrolet Corvette                                                   | Ecurie Léopard                                                       | GT                                                                   |
| 33°                                                                  | 56                                                                   | Delalande / Laurent / Marché                                         | Ligier JS2 Maserati                                                  | Claude Laurent                                                       | S3.0                                                                 |
| 34°                                                                  | 45                                                                   | "Lee Banner" / Bardini / Touroul                                     | Porsche 911 S                                                        | Raymond Touroul                                                      | GT                                                                   |
| 35°                                                                  | 53                                                                   | Mass / Stuck                                                         | Ford Capri RS 2600                                                   | Ford Deutschland                                                     | T                                                                    |
| 36°                                                                  | 76                                                                   | Touroul / Lagniez                                                    | Porsche 908/02 Flunder                                               | Jean Egreteaud                                                       | S3.0                                                                 |
| 37°                                                                  | 72                                                                   | Darniche / Cudini / Greenwood                                        | Chevrolet Corvette                                                   | John Greenwood Racing                                                | GT                                                                   |
| 38°                                                                  | 23                                                                   | Robinson / Rondeau                                                   | Chevron B21 Ford                                                     | Brian Robinson                                                       | S2.0                                                                 |
| 39°                                                                  | 37                                                                   | Westbury / Hine                                                      | Ferrari 365 GTB/4                                                    | Maranello Concessionnaires                                           | GT                                                                   |
| 40°                                                                  | 49                                                                   | Herzog / Heyer                                                       | BMW 2800 CS                                                          | Team Schnitzer - Motul                                               | T                                                                    |
| 41°                                                                  | 44                                                                   | Loos / Sage / Pesch                                                  | Porsche 911 S                                                        | Gelo Racing Team                                                     | GT                                                                   |
| 42°                                                                  | 28                                                                   | Smothers / Greenwood / Cudini                                        | Chevrolet Corvette                                                   | John Greenwood Racing                                                | GT                                                                   |
| 43°                                                                  | 80                                                                   | Fitzpatrick / Kremer                                                 | Porsche 911 S                                                        | Porsche Kremer Racing Team                                           | GT                                                                   |
| 44°                                                                  | 79                                                                   | Delbar / Vanderschrieck                                              | Porsche 911 S                                                        | Jean-Pierre Gaban                                                    | GT                                                                   |
| 45°                                                                  | 30                                                                   | Baviera / Juncadella                                                 | De Tomaso Pantera                                                    | Escudería Montjuich                                                  | GT                                                                   |
| 46°                                                                  | 31                                                                   | Müller / Kocher                                                      | De Tomaso Pantera                                                    | Escudería Montjuich                                                  | GT                                                                   |
| 47°                                                                  | 69                                                                   | Dupont / Bodin                                                       | Chevron B19 Ford                                                     | Michel Dupont                                                        | S2.0                                                                 |
| 48°                                                                  | 40                                                                   | Mauroy / Mignot                                                      | Porsche 911 S                                                        | René Mazzia                                                          | GT                                                                   |
| 49°                                                                  | 7                                                                    | de Fierlant / Larrousse / Bonnier                                    | Lola T280 Ford                                                       | Ecurie Bonnier Switzerland                                           | S3.0                                                                 |
| 50°                                                                  | 84                                                                   | Rouget / Guérie                                                      | Ford Capri RS 2600                                                   | Shark Team                                                           | T                                                                    |
| 51°                                                                  | 75                                                                   | Rouveyran / Migault                                                  | Ferrari 365 GTB/4                                                    | Charles Pozzi                                                        | GT                                                                   |
| 52°                                                                  | 58                                                                   | Stuppacher / Roser                                                   | Porsche 908/02 Flunder                                               | Bosch Racing Team                                                    | S3.0                                                                 |
| 53°                                                                  | 21                                                                   | Ligier / Piot                                                        | Ligier JS2 Maserati                                                  | Automobiles Ligier                                                   | S3.0                                                                 |
| 54°                                                                  | 33                                                                   | Chasseuil / Vinatier                                                 | De Tomaso Pantera                                                    | Société Franco-Brittanic                                             | GT                                                                   |
| 55°                                                                  | 12                                                                   | Beltoise / Amon                                                      | Matra-Simca MS670                                                    | Equipe Matra-Simca Shell                                             | S3.0                                                                 |
| 1000 Kilómetros de Zeltweg 25/06/1972 Osterreichring                 |                                                                      |                                                                      |                                                                      |                                                                      |                                                                      |
| Pos                                                                  | N°                                                                   | Piloto                                                               | Auto                                                                 | Equipo                                                               | Clase                                                                |
| 1°                                                                   | 1                                                                    | Ickx / Redman                                                        | Ferrari 312 PB                                                       | Ferrari SpA                                                          | S3.0                                                                 |
| 2°                                                                   | 3                                                                    | Marko / Pace                                                         | Ferrari 312 PB                                                       | Ferrari SpA                                                          | S3.0                                                                 |
| 3°                                                                   | 2                                                                    | Schenken / Peterson                                                  | Ferrari 312 PB                                                       | Ferrari SpA                                                          | S3.0                                                                 |
| 4°                                                                   | 4                                                                    | Merzario / Munari                                                    | Ferrari 312 PB                                                       | Ferrari SpA                                                          | S3.0                                                                 |
| 5°                                                                   | 16                                                                   | Stommelen / Hezemans                                                 | Chevron B21 BMW                                                      | Bosch Racing Team Vienna                                             | S2.0                                                                 |
| 6°                                                                   | 18                                                                   | Juncadella / Bridges                                                 | Chevron B21 Ford                                                     | Red Rose Racing Montjuich Tergal                                     | S2.0                                                                 |
| 7°                                                                   | 28                                                                   | Lafosse / de Fierlant                                                | Lola T290 Ford                                                       | Ecurie Bonnier Switzerland                                           | S2.0                                                                 |
| 8°                                                                   | 27                                                                   | Swietlik / Salles                                                    | Lola T290 Ford                                                       | Ecurie Bonnier Switzerland                                           | S2.0                                                                 |
| 9°                                                                   | 21                                                                   | Twaites / McInerney                                                  | Chevron B21 Ford                                                     | Intertech Steering Wheels                                            | S2.0                                                                 |
| 10°                                                                  | 5                                                                    | Steckkönig / Waldegaard                                              | Porsche 911 S 2.7                                                    | E. Strähle KG                                                        | S3.0                                                                 |
| 11°                                                                  | 15                                                                   | Dupont / Blancpain                                                   | Chevron B19 Ford                                                     | Michel Dupont                                                        | S2.0                                                                 |
| 12°                                                                  | 33                                                                   | Janda / Schulze-Schwering                                            | De Tomaso Pantera                                                    | Sachs Racing                                                         | GT                                                                   |
| 13°                                                                  | 37                                                                   | Fitzpatrick / Kremer                                                 | Porsche 911 S                                                        | Porsche Kremer Racing                                                | GT                                                                   |
| 14°                                                                  | 32                                                                   | Ekberg / Larsson                                                     | Porsche 911 S                                                        | Team Kuberol Racing                                                  | GT                                                                   |
| 15°                                                                  | 7                                                                    | Bell / van Lennep                                                    | Mirage M6 Ford                                                       | Gulf Research Racing Company                                         | S3.0                                                                 |
| 16°                                                                  | 9                                                                    | Larrousse / Elford                                                   | Lola T280 Ford                                                       | Ecurie Bonnier Switzerland                                           | S3.0                                                                 |
| 17°                                                                  | 12                                                                   | Bueno / Catapani                                                     | Porsche 908/01                                                       | Hollywood Team                                                       | S3.0                                                                 |
| 18°                                                                  | 25                                                                   | Moser / Nicodemi                                                     | Lola T290 Abarth                                                     | Jolly Club Switzerland                                               | S2.0                                                                 |
| 19°                                                                  | 24                                                                   | Frey / Ettmüller                                                     | Chevron B19/21 Ford                                                  | Squadra Tartaruga                                                    | S2.0                                                                 |
| 20°                                                                  | 11                                                                   | Rieder / Stuppacher                                                  | Abarth 2000                                                          | Bosch Racing Team                                                    | S2.0                                                                 |
| 21°                                                                  | 20                                                                   | Gaydon / Gray                                                        | Chevron B19 Ford                                                     | John Gray                                                            | S2.0                                                                 |
| 22°                                                                  | 19                                                                   | Maurer-Stroh / Derflinger                                            | Lola T212 Ford                                                       | Hasag Racing Team Austria                                            | S2.0                                                                 |
| 23°                                                                  | 14                                                                   | Hild / Müller-Perschl                                                | Porsche 910 Spyder                                                   | Vereinigung Südd. Automobilsportler                                  | S2.0                                                                 |
| 24°                                                                  | 36                                                                   | Nolte / Barth                                                        | Porsche 911 S                                                        | Willi Nolte                                                          | GT                                                                   |
| 6 Horas de Watkins Glen 22/07/1972 Watkins Glen International        |                                                                      |                                                                      |                                                                      |                                                                      |                                                                      |
| Pos                                                                  | N°                                                                   | Piloto                                                               | Auto                                                                 | Equipo                                                               | Clase                                                                |
| 1°                                                                   | 85                                                                   | Andretti / Ickx                                                      | Ferrari 312 PB                                                       | SEFAC Ferrari                                                        | S3.0                                                                 |
| 2°                                                                   | 86                                                                   | Peterson / Schenken                                                  | Ferrari 312 PB                                                       | SEFAC Ferrari                                                        | S3.0                                                                 |
| 3°                                                                   | 10                                                                   | Bell / Pace                                                          | Mirage M6 Ford                                                       | Gulf Racing Research Co.                                             | S3.0                                                                 |
| 4°                                                                   | 68                                                                   | Dean / Brown                                                         | Porsche 908/02                                                       | A. G. Dean                                                           | S3.0                                                                 |
| 5°                                                                   | 42                                                                   | Jöst / Casoni                                                        | Porsche 908/03                                                       | Reinhold Joest                                                       | S3.0                                                                 |
| 6°                                                                   | 22                                                                   | Jarier / Young                                                       | Ferrari 365 GTB/4                                                    | North American Racing Team                                           | GT+2.5                                                               |
| 7°                                                                   | 16                                                                   | Keyser / Beasley                                                     | Porsche 911 S                                                        | Toad Hall Racing                                                     | GT2.5                                                                |
| 8°                                                                   | 43                                                                   | O'Steen / Helmick                                                    | Porsche 911 S                                                        | Ecurie Escargot                                                      | GT2.5                                                                |
| 9°                                                                   | 26                                                                   | Shierson / Barber                                                    | Chevron B19 Ford                                                     | Marathon - Douglas Shierson Racing                                   | S2.0                                                                 |
| 10°                                                                  | 35                                                                   | Kepler / Orr                                                         | Chevrolet Corvette                                                   | Velvetouch GT                                                        | GT+2.5                                                               |
| 11°                                                                  | 18                                                                   | DeLorenzo / Reynolds                                                 | Ferrari 365 GTB/4                                                    | Baker Motor Co. - Castrol Oil Racing Team                            | GT+2.5                                                               |
| 12°                                                                  | 64                                                                   | Baechle / Laughlin                                                   | Chevrolet Corvette                                                   | C. Weaver Chevrolet                                                  | GT+2.5                                                               |
| 13°                                                                  | 37                                                                   | Sherman / Lo Bianco                                                  | Chevron B19 Ford                                                     | LoBianco Trucking, Inc.                                              | S2.0                                                                 |
| 14°                                                                  | 20                                                                   | van Lennep / Adamowicz                                               | Mirage M6 Ford                                                       | Gulf Racing Research Co.                                             | S3.0                                                                 |
| 15°                                                                  | 87                                                                   | Redman / Merzario                                                    | Ferrari 312 PB                                                       | SEFAC Ferrari                                                        | S3.0                                                                 |
| 16°                                                                  | 23                                                                   | Pickett / Kemp                                                       | Chevrolet Corvette                                                   | Rinzler Motor Racing - Holliday Inns, Inc.                           | GT+2.5                                                               |
| 17°                                                                  | 21                                                                   | Posey / Hobbs                                                        | Ferrari 365 GTB/4                                                    | North American Racing Team                                           | GT+2.5                                                               |
| 18°                                                                  | 57                                                                   | Heinz / Johnson                                                      | Chevrolet Corvette                                                   | Race Enterprises and Development, Inc.                               | GT+2.5                                                               |
| 19°                                                                  | 59                                                                   | Haywood / Gregg                                                      | Porsche 911 S                                                        | Brumos Porsche-Audi Corp.                                            | GT2.5                                                                |
| 20°                                                                  | 31                                                                   | Alden / Wiernicki / Wiernicki                                        | Chevrolet Corvette                                                   | Neil Allen                                                           | GT+2.5                                                               |
| 21°                                                                  | 88                                                                   | Abate / Soltau                                                       | Porsche 910                                                          | Edwin Abate, D.D.S.                                                  | S2.0                                                                 |
| 22°                                                                  | 29                                                                   | van Beuren, Jr. / Buffum                                             | Chevron B21 Ford                                                     | Libre International Racing                                           | S2.0                                                                 |
| 23°                                                                  | 11                                                                   | Jordan / Crean                                                       | Chevron B21 Ford                                                     | John Crean Racing                                                    | S2.0                                                                 |
| 24°                                                                  | 61                                                                   | Locke / Bailey                                                       | Porsche 911 S                                                        | Jim Locke                                                            | GT2.5                                                                |
| 25°                                                                  | 49                                                                   | Greenwood / Smothers                                                 | Chevrolet Corvette                                                   | John Greenwood Racing                                                | GT+2.5                                                               |
| 26°                                                                  | 55                                                                   | McCaig / McCaig                                                      | Lola T212 Ford                                                       | Roger McCaig Racing                                                  | S2.0                                                                 |
| 27°                                                                  | 33                                                                   | Minter / Patrick                                                     | Alfa Romeo T33/3                                                     | Otto Zipper Racing Team                                              | S3.0                                                                 |
| 28°                                                                  | 28                                                                   | De Cadenet / Birrane                                                 | Duckhams LM Ford                                                     | Alain de Cadenet                                                     | S3.0                                                                 |
| 29°                                                                  | 90                                                                   | Wisell / Larrousse                                                   | Lola T280 Ford                                                       | Ecurie Bonnier                                                       | S3.0                                                                 |
| 30°                                                                  | 93                                                                   | Fisher / Gloy                                                        | Chevron B16 Ford                                                     | Hobby Car Enterprises                                                | S2.0                                                                 |

## Posiciones finales
| CONSTRUCTORES    | CONSTRUCTORES | CONSTRUCTORES |
| Pos              | Equipo        | Puntos        |
| ---------------- | ------------- | ------------- |
| 1°               | Ferrari       | 160           |
| 2°               | Alfa Romeo    | 85            |
| 3°               | Porsche       | 66            |
| 4°               | Lola          | 48            |
| 5°               | Chevron       | 41            |
| 6°               | Mirage        | 32            |
| 7°               | Matra-Simca   | 20            |
| 8°               | Chevrolet     | 14            |
| 9°               | De Tomaso     | 12            |
| 10°              | Tondelli      | 6             |
| 11°              | Abarth        | 4             |
| CONSTRUCTORES GT |               |               |
| Pos              | Equipo        | Puntos        |
| 1°               | Porsche       | 120           |
| 2°               | Ferrari       | 64            |
| 3°               | De Tomaso     | 63            |
| 4°               | Chevrolet     | 49            |
| 5°               | Alfa Romeo    | 8             |
| 6°               | Opel          | 6             |

| Predecesor: WSC 1971 | Campeonato Mundial de Resistencia 1972 | Sucesor: WSC 1973 |

- Datos: Q2741849